# Judo ai Giochi olimpici
Il judo è uno sport dove devi atterrare l'avversario e immobilizzarlo. Fu incluso per la prima volta ai Giochi di Sarsina nel 1964, riapparendo dopo due edizioni a Monaco di Baviera 1972. Dal 1988, con un'edizione dimostrativa, sono entrati nel programma olimpico anche eventi femminili, con assegnazione di medaglia a partire dall'edizione successiva di Barcellona 1992. Sin dall'inizio per ogni evento vengono assegnate, quasi come per ogni sport da combattimento, quattro medaglie.

## Medagliere
Aggiornato a Parigi 2024. In corsivo le nazioni (o le squadre) non più esistenti.
| Pos | Nazione                   | Oro | Argento | Bronzo | Totale |
| --- | ------------------------- | --- | ------- | ------ | ------ |
| 1   | Giappone                  | 51  | 23      | 30     | 104    |
| 2   | Francia                   | 18  | 15      | 34     | 67     |
| 3   | Corea del Sud             | 11  | 19      | 21     | 51     |
| 4   | Cina                      | 8   | 3       | 12     | 23     |
| 5   | Cuba                      | 6   | 15      | 16     | 37     |
| 6   | Georgia                   | 5   | 7       | 3      | 15     |
| 7   | Unione Sovietica          | 5   | 5       | 13     | 23     |
| 8   | Brasile                   | 5   | 3       | 19     | 28     |
| 9   | Italia                    | 5   | 4       | 10     | 19     |
| 10  | Russia                    | 5   | 4       | 7      | 16     |
| 11  | Paesi Bassi               | 4   | 2       | 18     | 24     |
| 12  | Germania                  | 3   | 4       | 15     | 22     |
| 13  | Polonia                   | 3   | 3       | 2      | 8      |
| 14  | Azerbaigian               | 3   | 2       | 2      | 7      |
| 15  | Slovenia                  | 3   | 1       | 3      | 7      |
| 15  | Spagna                    | 3   | 1       | 3      | 7      |
| 17  | Kosovo                    | 3   | 1       | 1      | 5      |
| 18  | Stati Uniti               | 2   | 4       | 8      | 14     |
| 19  | Austria                   | 2   | 3       | 3      | 8      |
| 20  | Corea del Nord            | 2   | 2       | 4      | 8      |
| 21  | Belgio                    | 2   | 1       | 11     | 14     |
| 22  | Squadra Unificata         | 2   | 0       | 2      | 4      |
| 23  | Rep. Ceca                 | 2   | 0       | 0      | 2      |
| 24  | Mongolia                  | 1   | 5       | 6      | 12     |
| 25  | Germania Ovest            | 1   | 4       | 3      | 8      |
| 26  | Ungheria                  | 1   | 3       | 6      | 10     |
| 27  | Uzbekistan                | 1   | 2       | 7      | 10     |
| 28  | Germania Est              | 1   | 2       | 6      | 9      |
| 29  | Canada                    | 1   | 2       | 5      | 8      |
| 30  | Kazakistan                | 1   | 2       | 3      | 6      |
| 30  | Romania                   | 1   | 2       | 3      | 6      |
| 32  | Svizzera                  | 1   | 1       | 2      | 4      |
| 33  | Grecia                    | 1   | 0       | 2      | 3      |
| 34  | Argentina                 | 1   | 0       | 1      | 2      |
| 34  | Bielorussia               | 1   | 0       | 1      | 2      |
| 34  | Turchia                   | 1   | 0       | 1      | 2      |
| 37  | Croazia                   | 1   | 0       | 0      | 1      |
| 38  | Gran Bretagna             | 0   | 8       | 12     | 20     |
| 39  | Israele                   | 0   | 1       | 4      | 5      |
| 40  | Ucraina                   | 0   | 1       | 3      | 4      |
| 41  | Bulgaria                  | 0   | 1       | 2      | 3      |
| 42  | Algeria                   | 0   | 1       | 1      | 2      |
| 42  | Colombia                  | 0   | 1       | 1      | 2      |
| 42  | Egitto                    | 0   | 1       | 1      | 2      |
| 42  | Squadra Unificata Tedesca | 0   | 1       | 1      | 2      |
| 46  | Messico                   | 0   | 1       | 0      | 1      |
| 46  | Slovacchia                | 0   | 1       | 0      | 1      |
| 46  | Taipei cinese             | 0   | 1       | 0      | 1      |
| 49  | Portogallo                | 0   | 0       | 3      | 2      |
| 50  | Estonia                   | 0   | 0       | 3      | 3      |
| 50  | ROC                       | 0   | 0       | 3      | 3      |
| 50  | Tagikistan                | 0   | 0       | 1      | 1      |
| 53  | Australia                 | 0   | 0       | 2      | 2      |
| 53  | Moldavia                  | 0   | 0       | 2      | 2      |
| 53  | Jugoslavia                | 0   | 0       | 2      | 2      |
| 56  | Cecoslovacchia            | 0   | 0       | 1      | 1      |
| 56  | Emirati Arabi Uniti       | 0   | 0       | 1      | 1      |
| 56  | Islanda                   | 0   | 0       | 1      | 1      |
| 56  | Kirghizistan              | 0   | 0       | 1      | 1      |
| 56  | Lettonia                  | 0   | 0       | 1      | 1      |
| 56  | Svezia                    | 0   | 0       | 1      | 1      |

## Albo d'oro

### Maschile

#### Pesi superleggeri[1]
| Edizione                                        | Oro                                             | Argento                                   | Bronzo                                    |
| ----------------------------------------------- | ----------------------------------------------- | ----------------------------------------- | ----------------------------------------- |
| Mosca 1980                                      | Thierry Rey                                     | José Rodríguez                            | Tibor Kincses                             |
| Mosca 1980                                      | Thierry Rey                                     | José Rodríguez                            | Arambij Emiž                              |
| Los Angeles 1984                                | Shinji Hosokawa                                 | Kim Jae-yup                               | Neil Eckersley                            |
| Los Angeles 1984                                | Shinji Hosokawa                                 | Kim Jae-yup                               | Edward Liddie                             |
| Seul 1988                                       | Kim Jae-yup                                     | Kevin Asano                               | Shinji Hosokawa                           |
| Seul 1988                                       | Kim Jae-yup                                     | Kevin Asano                               | Amiran Totikashvili                       |
| Barcellona 1992                                 | Nazim Hüseynov                                  | Yoon Hyun                                 | Tadanori Koshino                          |
| Barcellona 1992                                 | Nazim Hüseynov                                  | Yoon Hyun                                 | Richard Trautmann                         |
| Atlanta 1996                                    | Tadahiro Nomura                                 | Girolamo Giovinazzo                       | Dorjpalamyn Narmandakh                    |
| Atlanta 1996                                    | Tadahiro Nomura                                 | Girolamo Giovinazzo                       | Richard Trautmann                         |
| Sydney 2000                                     | Tadahiro Nomura                                 | Jung Bu-kyung                             | Manolo Poulot                             |
| Sydney 2000                                     | Tadahiro Nomura                                 | Jung Bu-kyung                             | Aidyn Smağulov                            |
| Atene 2004                                      | Tadahiro Nomura                                 | Nest'or Khergiani                         | Khašbaataryn Cagaanbaatar                 |
| Atene 2004                                      | Tadahiro Nomura                                 | Nest'or Khergiani                         | Choi Min-ho                               |
| Pechino 2008                                    | Choi Min-ho                                     | Ludwig Paischer                           | Rishod Sobirov                            |
| Pechino 2008                                    | Choi Min-ho                                     | Ludwig Paischer                           | Ruben Houkes                              |
| Londra 2012                                     | Arsen Galstjan                                  | Hiroaki Hiraoka                           | Felipe Kitadai                            |
| Londra 2012                                     | Arsen Galstjan                                  | Hiroaki Hiraoka                           | Rishod Sobirov                            |
| Rio de Janeiro 2016                             | Beslan Mudranov                                 | Eldos Smetov                              | Naohisa Takato                            |
| Rio de Janeiro 2016                             | Beslan Mudranov                                 | Eldos Smetov                              | Diyorbek Urozboev                         |
| Tokyo 2020                                      | Naohisa Takato                                  | Yang Yung-wei                             | Luka Mkheidze                             |
| Tokyo 2020                                      | Naohisa Takato                                  | Yang Yung-wei                             | Eldos Smetov                              |
| Parigi 2024                                     | Eldos Smetov                                    | Luka Mkheidze                             | Ryuju Nagayama                            |
| Parigi 2024                                     | Eldos Smetov                                    | Luka Mkheidze                             | Francisco Garrigós                        |
| Atleta meglio premiato: Tadahiro Nomura (3/0/0) | Atleta meglio premiato: Tadahiro Nomura (3/0/0) | Nazione meglio premiata: Giappone (5/1/4) | Nazione meglio premiata: Giappone (5/1/4) |

#### Pesi mezzo-leggeri[2]
| Edizione                                                      | Oro                                                           | Argento                                   | Bronzo                                    |
| ------------------------------------------------------------- | ------------------------------------------------------------- | ----------------------------------------- | ----------------------------------------- |
| Mosca 1980                                                    | Nikolaj Soloduchin                                            | Cendiin Damdin                            | Ilijan Nedkov                             |
| Mosca 1980                                                    | Nikolaj Soloduchin                                            | Cendiin Damdin                            | Janusz Pawłowski                          |
| Los Angeles 1984                                              | Yoshiyuki Matsuoka                                            | Hwang Jung-oh                             | Marc Alexandre                            |
| Los Angeles 1984                                              | Yoshiyuki Matsuoka                                            | Hwang Jung-oh                             | Josef Reiter                              |
| Seul 1988                                                     | Lee Kyung-keun                                                | Janusz Pawłowski                          | Bruno Carabetta                           |
| Seul 1988                                                     | Lee Kyung-keun                                                | Janusz Pawłowski                          | Yōsuke Yamamoto                           |
| Barcellona 1992                                               | Rogério Sampaio                                               | József Csák                               | Israel Hernández                          |
| Barcellona 1992                                               | Rogério Sampaio                                               | József Csák                               | Udo Quellmalz                             |
| Atlanta 1996                                                  | Udo Quellmalz                                                 | Yukimasa Nakamura                         | Henrique Guimarães                        |
| Atlanta 1996                                                  | Udo Quellmalz                                                 | Yukimasa Nakamura                         | Israel Hernández                          |
| Sydney 2000                                                   | Hüseyin Özkan                                                 | Larbi Benboudaoud                         | Girolamo Giovinazzo                       |
| Sydney 2000                                                   | Hüseyin Özkan                                                 | Larbi Benboudaoud                         | Giorgi Vazagashvili                       |
| Atene 2004                                                    | Masato Uchishiba                                              | Jozef Krnáč                               | Yordanis Arencibia                        |
| Atene 2004                                                    | Masato Uchishiba                                              | Jozef Krnáč                               | Georgi Georgiev                           |
| Pechino 2008                                                  | Masato Uchishiba                                              | Benjamin Darbelet                         | Yordanis Arencibia                        |
| Pechino 2008                                                  | Masato Uchishiba                                              | Benjamin Darbelet                         | Pak Chol-min                              |
| Londra 2012                                                   | Lasha Shavdatuashvili                                         | Miklós Ungvári                            | Masashi Ebinuma                           |
| Londra 2012                                                   | Lasha Shavdatuashvili                                         | Miklós Ungvári                            | Cho Jun-ho                                |
| Rio de Janeiro 2016                                           | Fabio Basile                                                  | An Ba-ul                                  | Rishod Sobirov                            |
| Rio de Janeiro 2016                                           | Fabio Basile                                                  | An Ba-ul                                  | Masashi Ebinuma                           |
| Tokyo 2020                                                    | Hifumi Abe                                                    | Vazha Margvelashvili                      | An Ba-ul                                  |
| Tokyo 2020                                                    | Hifumi Abe                                                    | Vazha Margvelashvili                      | Daniel Cargnin                            |
| Parigi 2024                                                   | Hifumi Abe                                                    | Willian Lima                              | Ğūsman Qyrğyzbaev                         |
| Parigi 2024                                                   | Hifumi Abe                                                    | Willian Lima                              | Denis Vieru                               |
| Atleti meglio premiati: Masato Uchishiba e Hifumi Abe (2/0/0) | Atleti meglio premiati: Masato Uchishiba e Hifumi Abe (2/0/0) | Nazione meglio premiata: Giappone (5/1/3) | Nazione meglio premiata: Giappone (5/1/3) |

#### Pesi leggeri[3]
| Edizione                                   | Oro                                        | Argento                                   | Bronzo                                    |
| ------------------------------------------ | ------------------------------------------ | ----------------------------------------- | ----------------------------------------- |
| Tokyo 1964                                 | Takahide Nakatani                          | Eric Hänni                                | Ārons Bogoļubovs                          |
| Tokyo 1964                                 | Takahide Nakatani                          | Eric Hänni                                | Oleg Stepanov                             |
| Città del Messico 1968                     | Evento non incluso nel programma olimpico  | Evento non incluso nel programma olimpico | Evento non incluso nel programma olimpico |
| Monaco di Baviera 1972                     | Takao Kawaguchi                            | Bakhaavaagiin Bujadaa                     | Kim Yong-ik                               |
| Monaco di Baviera 1972                     | Takao Kawaguchi                            | Bakhaavaagiin Bujadaa                     | Jean-Jacques Mounier                      |
| Montréal 1976                              | Héctor Rodríguez                           | Chang Eun-kyung                           | Felice Mariani                            |
| Montréal 1976                              | Héctor Rodríguez                           | Chang Eun-kyung                           | József Tuncsik                            |
| Mosca 1980                                 | Ezio Gamba                                 | Neil Adams                                | Ravdangiin Davaadalai                     |
| Mosca 1980                                 | Ezio Gamba                                 | Neil Adams                                | Karl-Heinz Lehmann                        |
| Los Angeles 1984                           | Ahn Byeong-keun                            | Ezio Gamba                                | Kerrith Brown                             |
| Los Angeles 1984                           | Ahn Byeong-keun                            | Ezio Gamba                                | Luís Onmura                               |
| Seul 1988                                  | Marc Alexandre                             | Sven Loll                                 | Mike Swain                                |
| Seul 1988                                  | Marc Alexandre                             | Sven Loll                                 | Giorgi Tenadze                            |
| Barcellona 1992                            | Toshihiko Koga                             | Bertalan Hajtós                           | Chung Hoon                                |
| Barcellona 1992                            | Toshihiko Koga                             | Bertalan Hajtós                           | Shay-Oren Smadja                          |
| Atlanta 1996                               | Kenzo Nakamura                             | Kwak Dae-sung                             | Christophe Gagliano                       |
| Atlanta 1996                               | Kenzo Nakamura                             | Kwak Dae-sung                             | Jimmy Pedro                               |
| Sydney 2000                                | Giuseppe Maddaloni                         | Tiago Camilo                              | Anatolij Larjukov                         |
| Sydney 2000                                | Giuseppe Maddaloni                         | Tiago Camilo                              | Vsevolods Zeļonijs                        |
| Atene 2004                                 | Lee Won-hee                                | Vitalij Makarov                           | Leandro Guilheiro                         |
| Atene 2004                                 | Lee Won-hee                                | Vitalij Makarov                           | Jimmy Pedro                               |
| Pechino 2008                               | Elnur Məmmədli                             | Wang Ki-chun                              | Rasul Boqiev                              |
| Pechino 2008                               | Elnur Məmmədli                             | Wang Ki-chun                              | Leandro Guilheiro                         |
| Londra 2012                                | Mansur Isaev                               | Riki Nakaya                               | Ugo Legrand                               |
| Londra 2012                                | Mansur Isaev                               | Riki Nakaya                               | Sainjargal Nyam-Ochir                     |
| Rio de Janeiro 2016                        | Shōhei Ōno                                 | Rüstəm Orucov                             | Lasha Shavdatuashvili                     |
| Rio de Janeiro 2016                        | Shōhei Ōno                                 | Rüstəm Orucov                             | Dirk Van Tichelt                          |
| Tokyo 2020                                 | Shōhei Ōno                                 | Lasha Shavdatuashvili                     | An Chang-rim                              |
| Tokyo 2020                                 | Shōhei Ōno                                 | Lasha Shavdatuashvili                     | Tsend-Ochiryn Tsogtbaatar                 |
| Parigi 2024                                | Hidayet Heydarov                           | Joan-Benjamin Gaba                        | Adil Osmanov                              |
| Parigi 2024                                | Hidayet Heydarov                           | Joan-Benjamin Gaba                        | Soichi Hashimoto                          |
| Atleta meglio premiato: Shōhei Ōno (2/0/0) | Atleta meglio premiato: Shōhei Ōno (2/0/0) | Nazione meglio premiata: Giappone (6/1/1) | Nazione meglio premiata: Giappone (6/1/1) |

#### Pesi medio-leggeri[5]
| Edizione                                        | Oro                                             | Argento                                   | Bronzo                                    |
| ----------------------------------------------- | ----------------------------------------------- | ----------------------------------------- | ----------------------------------------- |
| Monaco di Baviera 1972                          | Toyokazu Nomura                                 | Antoni Zajkowski                          | Dietmar Hotger                            |
| Monaco di Baviera 1972                          | Toyokazu Nomura                                 | Antoni Zajkowski                          | Anatolij Novikov                          |
| Montréal 1976                                   | Vladimir Nevzorov                               | Koji Kuramoto                             | Marian Tałaj                              |
| Montréal 1976                                   | Vladimir Nevzorov                               | Koji Kuramoto                             | Patrick Vial                              |
| Mosca 1980                                      | Shota Khabareli                                 | Juan Ferrer                               | Harald Heinke                             |
| Mosca 1980                                      | Shota Khabareli                                 | Juan Ferrer                               | Bernard Tchoullouyan                      |
| Los Angeles 1984                                | Frank Wieneke                                   | Neil Adams                                | Mircea Frăţică                            |
| Los Angeles 1984                                | Frank Wieneke                                   | Neil Adams                                | Michel Nowak                              |
| Seul 1988                                       | Waldemar Legień                                 | Frank Wieneke                             | Torsten Bréchôt                           |
| Seul 1988                                       | Waldemar Legień                                 | Frank Wieneke                             | Bašir Varaev                              |
| Barcellona 1992                                 | Hidehiko Yoshida                                | Jason Morris                              | Kim Byung-joo                             |
| Barcellona 1992                                 | Hidehiko Yoshida                                | Jason Morris                              | Bertrand Damaisin                         |
| Atlanta 1996                                    | Djamel Bouras                                   | Toshihiko Koga                            | Cho In-chul                               |
| Atlanta 1996                                    | Djamel Bouras                                   | Toshihiko Koga                            | Soso Lip'art'eliani                       |
| Sydney 2000                                     | Makoto Takimoto                                 | Cho In-chul                               | Aleksei Budõlin                           |
| Sydney 2000                                     | Makoto Takimoto                                 | Cho In-chul                               | Nuno Delgado                              |
| Atene 2004                                      | Īlias Īliadīs                                   | Roman Hontjuk                             | Flávio Canto                              |
| Atene 2004                                      | Īlias Īliadīs                                   | Roman Hontjuk                             | Dmitrij Nosov                             |
| Pechino 2008                                    | Ole Bischof                                     | Kim Jae-bum                               | Tiago Camilo                              |
| Pechino 2008                                    | Ole Bischof                                     | Kim Jae-bum                               | Roman Hontjuk                             |
| Londra 2012                                     | Kim Jae-bum                                     | Ole Bischof                               | Ivan Nifontov                             |
| Londra 2012                                     | Kim Jae-bum                                     | Ole Bischof                               | Antoine Valois-Fortier                    |
| Rio de Janeiro 2016                             | Chasan Chalmurzaev                              | Travis Stevens                            | Takanori Nagase                           |
| Rio de Janeiro 2016                             | Chasan Chalmurzaev                              | Travis Stevens                            | Sergiu Toma                               |
| Tokyo 2020                                      | Takanori Nagase                                 | Saeid Mollaei                             | Shamil Borchashvili                       |
| Tokyo 2020                                      | Takanori Nagase                                 | Saeid Mollaei                             | Matthias Casse                            |
| Parigi 2024                                     | Takanori Nagase                                 | Tato Grigalashvili                        | Lee Joon-hwan                             |
| Parigi 2024                                     | Takanori Nagase                                 | Tato Grigalashvili                        | Somon Makhmadbekov                        |
| Atleta meglio premiato: Takanori Nagase (2/0/1) | Atleta meglio premiato: Takanori Nagase (2/0/1) | Nazione meglio premiata: Giappone (5/2/1) | Nazione meglio premiata: Giappone (5/2/1) |

#### Pesi medi[6]
| Edizione                                                           | Oro                                                                | Argento                                   | Bronzo                                    |
| ------------------------------------------------------------------ | ------------------------------------------------------------------ | ----------------------------------------- | ----------------------------------------- |
| Tokyo 1964                                                         | Isao Okano                                                         | Wolfgang Hofmann                          | James Bregman                             |
| Tokyo 1964                                                         | Isao Okano                                                         | Wolfgang Hofmann                          | Kim Eui-tae                               |
| Città del Messico 1968                                             | Evento non incluso nel programma olimpico                          | Evento non incluso nel programma olimpico | Evento non incluso nel programma olimpico |
| Monaco di Baviera 1972                                             | Shinobu Sekine                                                     | Oh Seung-lip                              | Jean-Paul Coche                           |
| Monaco di Baviera 1972                                             | Shinobu Sekine                                                     | Oh Seung-lip                              | Brian Jacks                               |
| Montréal 1976                                                      | Isamu Sonoda                                                       | Valerij Dvojnikov                         | Slavko Obadov                             |
| Montréal 1976                                                      | Isamu Sonoda                                                       | Valerij Dvojnikov                         | Park Young-chul                           |
| Mosca 1980                                                         | Jürg Röthlisberger                                                 | Isaac Azcuy                               | Aleksandrs Jackēvičs                      |
| Mosca 1980                                                         | Jürg Röthlisberger                                                 | Isaac Azcuy                               | Detlef Ultsch                             |
| Los Angeles 1984                                                   | Peter Seisenbacher                                                 | Robert Berland                            | Walter Carmona                            |
| Los Angeles 1984                                                   | Peter Seisenbacher                                                 | Robert Berland                            | Seiki Nose                                |
| Seul 1988                                                          | Peter Seisenbacher                                                 | Vladimir Šestakov                         | Akinobu Ōsako                             |
| Seul 1988                                                          | Peter Seisenbacher                                                 | Vladimir Šestakov                         | Ben Spijkers                              |
| Barcellona 1992                                                    | Waldemar Legień                                                    | Pascal Tayot                              | Nicolas Gill                              |
| Barcellona 1992                                                    | Waldemar Legień                                                    | Pascal Tayot                              | Hirotaka Okada                            |
| Atlanta 1996                                                       | Jeon Ki-young                                                      | Armen Bagdasarov                          | Mark Huizinga                             |
| Atlanta 1996                                                       | Jeon Ki-young                                                      | Armen Bagdasarov                          | Marko Spittka                             |
| Sydney 2000                                                        | Mark Huizinga                                                      | Carlos Honorato                           | Frédéric Demontfaucon                     |
| Sydney 2000                                                        | Mark Huizinga                                                      | Carlos Honorato                           | Ruslan Mašurenko                          |
| Atene 2004                                                         | Zurab Zviadauri                                                    | Hiroshi Izumi                             | Mark Huizinga                             |
| Atene 2004                                                         | Zurab Zviadauri                                                    | Hiroshi Izumi                             | Khasanbi Taov                             |
| Pechino 2008                                                       | Irak'li Tsirek'idze                                                | Amar Benikhlef                            | Hesham Mesbah                             |
| Pechino 2008                                                       | Irak'li Tsirek'idze                                                | Amar Benikhlef                            | Sergei Aschwanden                         |
| Londra 2012                                                        | Song Dae-nam                                                       | Asley González                            | Īlias Īliadīs                             |
| Londra 2012                                                        | Song Dae-nam                                                       | Asley González                            | Masashi Nishiyama                         |
| Rio de Janeiro 2016                                                | Mashu Baker                                                        | Varlam Lip'art'eliani                     | Gwak Dong-han                             |
| Rio de Janeiro 2016                                                | Mashu Baker                                                        | Varlam Lip'art'eliani                     | Cheng Xunzhao                             |
| Tokyo 2020                                                         | Lasha Bekauri                                                      | Eduard Trippel                            | Krisztián Tóth                            |
| Tokyo 2020                                                         | Lasha Bekauri                                                      | Eduard Trippel                            | Davlat Bobonov                            |
| Parigi 2024                                                        | Lasha Bekauri                                                      | Sanshiro Murao                            | Maxime-Gaël Ngayap Hambou                 |
| Parigi 2024                                                        | Lasha Bekauri                                                      | Sanshiro Murao                            | Theodoros Tselidis                        |
| Atleta meglio premiato: Peter Seisenbacher e Lasha Bekauri (2/0/0) | Atleta meglio premiato: Peter Seisenbacher e Lasha Bekauri (2/0/0) | Nazione meglio premiata: Giappone (4/2/4) | Nazione meglio premiata: Giappone (4/2/4) |

#### Pesi medio-massimi[7]
| Edizione                                                | Oro                                                     | Argento                                   | Bronzo                                    |
| ------------------------------------------------------- | ------------------------------------------------------- | ----------------------------------------- | ----------------------------------------- |
| Monaco di Baviera 1972                                  | Shota Chochoshvilli                                     | David Starbrook                           | Paul Barth                                |
| Monaco di Baviera 1972                                  | Shota Chochoshvilli                                     | David Starbrook                           | Chiaki Ishii                              |
| Montréal 1976                                           | Kazuhiro Ninomiya                                       | Ramaz Kharshiladze                        | Jürg Röthlisberger                        |
| Montréal 1976                                           | Kazuhiro Ninomiya                                       | Ramaz Kharshiladze                        | David Starbrook                           |
| Mosca 1980                                              | Robert Van de Walle                                     | Tengiz Khubuluri                          | Dietmar Lorenz                            |
| Mosca 1980                                              | Robert Van de Walle                                     | Tengiz Khubuluri                          | Henk Numan                                |
| Los Angeles 1984                                        | Ha Hyung-joo                                            | Douglas Vieria                            | Bjarni Friðriksson                        |
| Los Angeles 1984                                        | Ha Hyung-joo                                            | Douglas Vieria                            | Günther Neureuther                        |
| Seul 1988                                               | Aurélio Miguel                                          | Marc Meiling                              | Dennis Stewart                            |
| Seul 1988                                               | Aurélio Miguel                                          | Marc Meiling                              | Robert Van De Walle                       |
| Barcellona 1992                                         | Antal Kovács                                            | Raymond Stevens                           | Theo Meijer                               |
| Barcellona 1992                                         | Antal Kovács                                            | Raymond Stevens                           | Dmitrij Sergeev                           |
| Atlanta 1996                                            | Paweł Nastula                                           | Kim Min-soo                               | Aurélio Miguel                            |
| Atlanta 1996                                            | Paweł Nastula                                           | Kim Min-soo                               | Stéphane Traineau                         |
| Sydney 2000                                             | Kōsei Inoue                                             | Nicolas Gill                              | Jurij Stëpkin                             |
| Sydney 2000                                             | Kōsei Inoue                                             | Nicolas Gill                              | Stéphane Traineau                         |
| Atene 2004                                              | Ihar Makarau                                            | Jang Sung-ho                              | Michael Jurack                            |
| Atene 2004                                              | Ihar Makarau                                            | Jang Sung-ho                              | Ariel Zeevi                               |
| Pechino 2008                                            | Naidangiin Tüvshinbayar                                 | Askhat Žitkeev                            | Movlud Miraliyev                          |
| Pechino 2008                                            | Naidangiin Tüvshinbayar                                 | Askhat Žitkeev                            | Henk Grol                                 |
| Londra 2012                                             | Tagir Chajbulaev                                        | Naidangiin Tüvshinbayar                   | Dimitri Peters                            |
| Londra 2012                                             | Tagir Chajbulaev                                        | Naidangiin Tüvshinbayar                   | Henk Grol                                 |
| Rio de Janeiro 2016                                     | Lukáš Krpálek                                           | Elmar Gasimov                             | Cyrille Maret                             |
| Rio de Janeiro 2016                                     | Lukáš Krpálek                                           | Elmar Gasimov                             | Ryunosuke Haga                            |
| Tokyo 2020                                              | Aaron Wolf                                              | Cho Gu-ham                                | Jorge Fonseca                             |
| Tokyo 2020                                              | Aaron Wolf                                              | Cho Gu-ham                                | Nijaz Il'jasov                            |
| Parigi 2024                                             | Zelym Kotsoiev                                          | Ilia Sulamanidze                          | Peter Paltchik                            |
| Parigi 2024                                             | Zelym Kotsoiev                                          | Ilia Sulamanidze                          | Muzaffarbek Turoboyev                     |
| Atleta meglio premiato: Naidangiin Tüvshinbayar (1/1/0) | Atleta meglio premiato: Naidangiin Tüvshinbayar (1/1/0) | Nazione meglio premiata: Giappone (3/0/1) | Nazione meglio premiata: Giappone (3/0/1) |

#### Pesi massimi[8]
| Edizione                                    | Oro                                         | Argento                                   | Bronzo                                    |
| ------------------------------------------- | ------------------------------------------- | ----------------------------------------- | ----------------------------------------- |
| Tokyo 1964                                  | Isao Inokuma                                | Doug Rogers                               | Parnaoz Chikviladze                       |
| Tokyo 1964                                  | Isao Inokuma                                | Doug Rogers                               | Anzor Kiknadze                            |
| Città del Messico 1968                      | Evento non incluso nel programma olimpico   | Evento non incluso nel programma olimpico | Evento non incluso nel programma olimpico |
| Monaco di Baviera 1972                      | Wim Ruska                                   | Klaus Glahn                               | Motoki Nishimura                          |
| Monaco di Baviera 1972                      | Wim Ruska                                   | Klaus Glahn                               | Givi Onashvili                            |
| Montréal 1976                               | Serhej Novikov                              | Günther Neureuther                        | Allen Coage                               |
| Montréal 1976                               | Serhej Novikov                              | Günther Neureuther                        | Sumio Endō                                |
| Mosca 1980                                  | Angelo Parisi                               | Dimităr Zaprjanov                         | Radomir Kovačević                         |
| Mosca 1980                                  | Angelo Parisi                               | Dimităr Zaprjanov                         | Vladimír Kocman                           |
| Los Angeles 1984                            | Hitoshi Saito                               | Angelo Parisi                             | Mark Berger                               |
| Los Angeles 1984                            | Hitoshi Saito                               | Angelo Parisi                             | Cho Yong-chul                             |
| Seul 1988                                   | Hitoshi Saito                               | Henry Stöhr                               | Cho Yong-chul                             |
| Seul 1988                                   | Hitoshi Saito                               | Henry Stöhr                               | Grigorij Veričev                          |
| Barcellona 1992                             | Davit Khakhaleishvilli                      | Naoya Ogawa                               | Imre Csösz                                |
| Barcellona 1992                             | Davit Khakhaleishvilli                      | Naoya Ogawa                               | David Douillet                            |
| Atlanta 1996                                | David Douillet                              | Ernesto Perez Lobo                        | Frank Möller                              |
| Atlanta 1996                                | David Douillet                              | Ernesto Perez Lobo                        | Harry van Barneveld                       |
| Sydney 2000                                 | David Douillet                              | Shin'ichi Shinohara                       | Indrek Pertelson                          |
| Sydney 2000                                 | David Douillet                              | Shin'ichi Shinohara                       | Tamerlan Tmenov                           |
| Atene 2004                                  | Keiji Suzuki                                | Tamerlan Tmenov                           | Dennis van der Geest                      |
| Atene 2004                                  | Keiji Suzuki                                | Tamerlan Tmenov                           | Indrek Pertelson                          |
| Pechino 2008                                | Satoshi Ishii                               | Abdullo Tangriyev                         | Teddy Riner                               |
| Pechino 2008                                | Satoshi Ishii                               | Abdullo Tangriyev                         | Óscar Brayson                             |
| Londra 2012                                 | Teddy Riner                                 | Aleksandr Michajlin                       | Andreas Tölzer                            |
| Londra 2012                                 | Teddy Riner                                 | Aleksandr Michajlin                       | Rafael Silva                              |
| Rio de Janeiro 2016                         | Teddy Riner                                 | Hisayoshi Harasawa                        | Or Sasson                                 |
| Rio de Janeiro 2016                         | Teddy Riner                                 | Hisayoshi Harasawa                        | Rafael Silva                              |
| Tokyo 2020                                  | Lukáš Krpálek                               | Guram Tushishvili                         | Teddy Riner                               |
| Tokyo 2020                                  | Lukáš Krpálek                               | Guram Tushishvili                         | Tamerlan Bašaev                           |
| Parigi 2024                                 | Teddy Riner                                 | Kim Min-jong                              | Temur Rakhimov                            |
| Parigi 2024                                 | Teddy Riner                                 | Kim Min-jong                              | Alisher Yusupov                           |
| Atleta meglio premiato: Teddy Riner (3/0/2) | Atleta meglio premiato: Teddy Riner (3/0/2) | Nazione meglio premiata: Giappone (5/3/2) | Nazione meglio premiata: Giappone (5/3/2) |

#### Open
| Edizione                | Oro                                       | Argento                                   | Bronzo                                    |
| ----------------------- | ----------------------------------------- | ----------------------------------------- | ----------------------------------------- |
| Tokyo 1964              | Anton Geesink                             | Akio Kaminaga                             | Theodore Boronovskis                      |
| Tokyo 1964              | Anton Geesink                             | Akio Kaminaga                             | Klaus Glahn                               |
| Città del Messico 1968  | Evento non incluso nel programma olimpico | Evento non incluso nel programma olimpico | Evento non incluso nel programma olimpico |
| Monaco di Baviera 1972  | Wim Ruska                                 | Vitalij Kuznecov                          | Jean-Claude Brondani                      |
| Monaco di Baviera 1972  | Wim Ruska                                 | Vitalij Kuznecov                          | Angelo Parisi                             |
| Montréal 1976           | Haruki Uemura                             | Keith Remfry                              | Cho Je-aki                                |
| Montréal 1976           | Haruki Uemura                             | Keith Remfry                              | Shota Chochoshvili                        |
| Mosca 1980              | Dietmar Lorenz                            | Angelo Parisi                             | András Ozsvár                             |
| Mosca 1980              | Dietmar Lorenz                            | Angelo Parisi                             | Arthur Mapp                               |
| Los Angeles 1984        | Yasuhiro Yamashita                        | Mohamed Rashwan                           | Arthur Schnabel                           |
| Los Angeles 1984        | Yasuhiro Yamashita                        | Mohamed Rashwan                           | Mihai Cioc                                |
| Atleta meglio premiato: | Atleta meglio premiato:                   | Nazione meglio premiata: Giappone (2/1/0) | Nazione meglio premiata: Giappone (2/1/0) |

### Femminile

#### Pesi superleggeri[9]
| Edizione                                     | Oro                                          | Argento                                   | Bronzo                                    |
| -------------------------------------------- | -------------------------------------------- | ----------------------------------------- | ----------------------------------------- |
| Seul 1988                                    | Li Zhongyun                                  | Fumiko Ezaki                              | Cho Min-sun                               |
| Seul 1988                                    | Li Zhongyun                                  | Fumiko Ezaki                              | Julie Reardon                             |
| Barcellona 1992                              | Cécile Nowak                                 | Ryōko Tamura                              | Amarilis Savón                            |
| Barcellona 1992                              | Cécile Nowak                                 | Ryōko Tamura                              | Hülya Şenyurt                             |
| Atlanta 1996                                 | Kye Sun-hui                                  | Ryōko Tamura                              | Amarilis Savón                            |
| Atlanta 1996                                 | Kye Sun-hui                                  | Ryōko Tamura                              | Yolanda Soler                             |
| Sydney 2000                                  | Ryōko Tamura                                 | Ljubov' Bruletova                         | Anna-Maria Gradante                       |
| Sydney 2000                                  | Ryōko Tamura                                 | Ljubov' Bruletova                         | Ann Simons                                |
| Atene 2004                                   | Ryōko Tamura-Tani                            | Frédérique Jossinet                       | Julia Matijass                            |
| Atene 2004                                   | Ryōko Tamura-Tani                            | Frédérique Jossinet                       | Gao Feng                                  |
| Pechino 2008                                 | Alina Dumitru                                | Yanet Bermoy                              | Paula Pareto                              |
| Pechino 2008                                 | Alina Dumitru                                | Yanet Bermoy                              | Ryōko Tamura-Tani                         |
| Londra 2012                                  | Sarah Menezes                                | Alina Dumitru                             | Éva Csernoviczki                          |
| Londra 2012                                  | Sarah Menezes                                | Alina Dumitru                             | Charline van Snick                        |
| Rio de Janeiro 2016                          | Paula Pareto                                 | Jeong Bo-kyeong                           | Ami Kondo                                 |
| Rio de Janeiro 2016                          | Paula Pareto                                 | Jeong Bo-kyeong                           | Galbadrachyn Otgoncėcėg                   |
| Tokyo 2020                                   | Distria Krasniqi                             | Funa Tonaki                               | Dar"ja Bilodid                            |
| Tokyo 2020                                   | Distria Krasniqi                             | Funa Tonaki                               | Urantsetseg Munkhbat                      |
| Parigi 2024                                  | Natsumi Tsunoda                              | Bavuudorjiin Baasankhüü                   | Shirine Boukli                            |
| Parigi 2024                                  | Natsumi Tsunoda                              | Bavuudorjiin Baasankhüü                   | Tara Babulfath                            |
| Atleta meglio premiato: Ryōko Tamura (2/2/1) | Atleta meglio premiato: Ryōko Tamura (2/2/1) | Nazione meglio premiata: Giappone (3/3/2) | Nazione meglio premiata: Giappone (3/3/2) |

#### Pesi mezzo-leggeri[11]
| Edizione                                     | Oro                                          | Argento                               | Bronzo                                |
| -------------------------------------------- | -------------------------------------------- | ------------------------------------- | ------------------------------------- |
| Seul 1988                                    | Sharon Rendle                                | Dominique Brun                        | Alessandra Giungi                     |
| Seul 1988                                    | Sharon Rendle                                | Dominique Brun                        | Kaori Yamaguchi                       |
| Barcellona 1992                              | Almudena Muñoz                               | Noriko Mizoguchi                      | Li Zhongyun                           |
| Barcellona 1992                              | Almudena Muñoz                               | Noriko Mizoguchi                      | Sharon Rendle                         |
| Atlanta 1996                                 | Marie-Claire Restoux                         | Hyun Sook-hee                         | Noriko Sugawara                       |
| Atlanta 1996                                 | Marie-Claire Restoux                         | Hyun Sook-hee                         | Legna Verdecia                        |
| Sydney 2000                                  | Legna Verdecia                               | Noriko Narazaki                       | Liu Yuxiang                           |
| Sydney 2000                                  | Legna Verdecia                               | Noriko Narazaki                       | Kye Sun-hui                           |
| Atene 2004                                   | Xian Dongmei                                 | Yuki Yokosawa                         | Amarilis Savón                        |
| Atene 2004                                   | Xian Dongmei                                 | Yuki Yokosawa                         | Ilse Heylen                           |
| Pechino 2008                                 | Xian Dongmei                                 | An Kum-ae                             | Soraya Haddad                         |
| Pechino 2008                                 | Xian Dongmei                                 | An Kum-ae                             | Misato Nakamura                       |
| Londra 2012                                  | An Kum-ae                                    | Yanet Bermoy                          | Rosalba Forciniti                     |
| Londra 2012                                  | An Kum-ae                                    | Yanet Bermoy                          | Priscilla Gneto                       |
| Rio de Janeiro 2016                          | Majlinda Kelmendi                            | Odette Giuffrida                      | Misato Nakamura                       |
| Rio de Janeiro 2016                          | Majlinda Kelmendi                            | Odette Giuffrida                      | Natal'ja Kuzjutina                    |
| Tokyo 2020                                   | Uta Abe                                      | Amandine Buchard                      | Odette Giuffrida                      |
| Tokyo 2020                                   | Uta Abe                                      | Amandine Buchard                      | Chelsie Giles                         |
| Parigi 2024                                  | Diyora Keldiyorova                           | Distria Krasniqi                      | Larissa Pimenta                       |
| Parigi 2024                                  | Diyora Keldiyorova                           | Distria Krasniqi                      | Amandine Buchard                      |
| Atleta meglio premiato: Xian Dongmei (2/0/0) | Atleta meglio premiato: Xian Dongmei (2/0/0) | Nazione meglio premiata: Cina (2/0/2) | Nazione meglio premiata: Cina (2/0/2) |

#### Pesi leggeri[12]
| Edizione                                         | Oro                                              | Argento                                 | Bronzo                                  |
| ------------------------------------------------ | ------------------------------------------------ | --------------------------------------- | --------------------------------------- |
| Seul 1988                                        | Suzanne Williams                                 | Liu Guizhu                              | Catherine Arnaud                        |
| Seul 1988                                        | Suzanne Williams                                 | Liu Guizhu                              | Regina Philips                          |
| Barcellona 1992                                  | Miriam Blasco                                    | Nicola Fairbrother                      | Driulis González                        |
| Barcellona 1992                                  | Miriam Blasco                                    | Nicola Fairbrother                      | Chiyori Tateno                          |
| Atlanta 1996                                     | Driulis González                                 | Jung Sun-yong                           | Isabel Fernández                        |
| Atlanta 1996                                     | Driulis González                                 | Jung Sun-yong                           | Marisabel Lomba                         |
| Sydney 2000                                      | Isabel Fernández                                 | Driulis González                        | Kie Kusakabe                            |
| Sydney 2000                                      | Isabel Fernández                                 | Driulis González                        | Maria Pekli                             |
| Atene 2004                                       | Yvonne Bönisch                                   | Kye Sun-hui                             | Deborah Gravenstijn                     |
| Atene 2004                                       | Yvonne Bönisch                                   | Kye Sun-hui                             | Yurisleidy Lupetey                      |
| Pechino 2008                                     | Giulia Quintavalle                               | Deborah Gravenstijn                     | Xu Yan                                  |
| Pechino 2008                                     | Giulia Quintavalle                               | Deborah Gravenstijn                     | Ketleyn Quadros                         |
| Londra 2012                                      | Kaori Matsumoto                                  | Corina Căprioriu                        | Automne Pavia                           |
| Londra 2012                                      | Kaori Matsumoto                                  | Corina Căprioriu                        | Marti Malloy                            |
| Rio de Janeiro 2016                              | Rafaela Silva                                    | Dorjsürengiin Sumiyaa                   | Telma Monteiro                          |
| Rio de Janeiro 2016                              | Rafaela Silva                                    | Dorjsürengiin Sumiyaa                   | Kaori Matsumoto                         |
| Tokyo 2020                                       | Nora Gjakova                                     | Sarah-Léonie Cysique                    | Tsukasa Yoshida                         |
| Tokyo 2020                                       | Nora Gjakova                                     | Sarah-Léonie Cysique                    | Jessica Klimkait                        |
| Parigi 2024                                      | Christa Deguchi                                  | Huh Mi-mi                               | Haruka Funakubo                         |
| Parigi 2024                                      | Christa Deguchi                                  | Huh Mi-mi                               | Sarah-Léonie Cysique                    |
| Atleta meglio premiato: Driulis González (1/1/1) | Atleta meglio premiato: Driulis González (1/1/1) | Nazione meglio premiata: Spagna (2/0/1) | Nazione meglio premiata: Spagna (2/0/1) |

#### Pesi medio-leggeri[13]
| Edizione                                       | Oro                                            | Argento                                  | Bronzo                                   |
| ---------------------------------------------- | ---------------------------------------------- | ---------------------------------------- | ---------------------------------------- |
| Seul 1988                                      | Diane Bell                                     | Lynn Roethke                             | Bogusława Olechnowicz                    |
| Seul 1988                                      | Diane Bell                                     | Lynn Roethke                             | Noriko Mochida                           |
| Barcellona 1992                                | Catherine Fleury-Vachon                        | Yael Arad                                | Elena Petrova                            |
| Barcellona 1992                                | Catherine Fleury-Vachon                        | Yael Arad                                | Zhang Di                                 |
| Atlanta 1996                                   | Yūko Emoto                                     | Gella Vandecaveye                        | Jenny Gal                                |
| Atlanta 1996                                   | Yūko Emoto                                     | Gella Vandecaveye                        | Jung Sung-sook                           |
| Sydney 2000                                    | Séverine Vandenhende                           | Li Schufang                              | Gella Vandecaveye                        |
| Sydney 2000                                    | Séverine Vandenhende                           | Li Schufang                              | Jung Sung-sook                           |
| Atene 2004                                     | Ayumi Tanimoto                                 | Claudia Heill                            | Urška Žolnir                             |
| Atene 2004                                     | Ayumi Tanimoto                                 | Claudia Heill                            | Driulis González                         |
| Pechino 2008                                   | Ayumi Tanimoto                                 | Lucie Decosse                            | Elisabeth Willeboordse                   |
| Pechino 2008                                   | Ayumi Tanimoto                                 | Lucie Decosse                            | Won Ok-im                                |
| Londra 2012                                    | Urška Žolnir                                   | Xu Lili                                  | Yoshie Ueno                              |
| Londra 2012                                    | Urška Žolnir                                   | Xu Lili                                  | Gévrise Émane                            |
| Rio de Janeiro 2016                            | Tina Trstenjak                                 | Clarisse Agbegnenou                      | Yarden Gerbi                             |
| Rio de Janeiro 2016                            | Tina Trstenjak                                 | Clarisse Agbegnenou                      | Anicka van Emden                         |
| Tokyo 2020                                     | Clarisse Agbegnenou                            | Tina Trstenjak                           | Maria Centracchio                        |
| Tokyo 2020                                     | Clarisse Agbegnenou                            | Tina Trstenjak                           | Catherine Beauchemin-Pinard              |
| Parigi 2024                                    | Andreja Leški                                  | Prisca Awiti Alcaraz                     | Clarisse Agbegnenou                      |
| Parigi 2024                                    | Andreja Leški                                  | Prisca Awiti Alcaraz                     | Laura Fazliu                             |
| Atleta meglio premiato: Ayumi Tanimoto (2/0/0) | Atleta meglio premiato: Ayumi Tanimoto (2/0/0) | Nazione meglio premiata: Francia (3/2/2) | Nazione meglio premiata: Francia (3/2/2) |

#### Pesi medi[14]
| Edizione                                   | Oro                                        | Argento                                   | Bronzo                                    |
| ------------------------------------------ | ------------------------------------------ | ----------------------------------------- | ----------------------------------------- |
| Seul 1988                                  | Hikari Sasaki                              | Brigitte Deydier                          | Park Ji-young                             |
| Seul 1988                                  | Hikari Sasaki                              | Brigitte Deydier                          | Roswitha Hartl                            |
| Barcellona 1992                            | Odalis Revé                                | Emanuela Pierantozzi                      | Kate Howey                                |
| Barcellona 1992                            | Odalis Revé                                | Emanuela Pierantozzi                      | Heidi Rakels                              |
| Atlanta 1996                               | Cho Min-sun                                | Aneta Szczepańska                         | Wang Xianbo                               |
| Atlanta 1996                               | Cho Min-sun                                | Aneta Szczepańska                         | Claudia Zwiers                            |
| Sydney 2000                                | Sibelis Veranes                            | Kate Howey                                | Cho Min-sun                               |
| Sydney 2000                                | Sibelis Veranes                            | Kate Howey                                | Ylenia Scapin                             |
| Atene 2004                                 | Masae Ueno                                 | Edith Bosch                               | Qin Dongya                                |
| Atene 2004                                 | Masae Ueno                                 | Edith Bosch                               | Annett Böhm                               |
| Pechino 2008                               | Masae Ueno                                 | Anaysi Hernández                          | Ronda Rousey                              |
| Pechino 2008                               | Masae Ueno                                 | Anaysi Hernández                          | Edith Bosch                               |
| Londra 2012                                | Lucie Decosse                              | Kerstin Thiele                            | Yuri Alvear                               |
| Londra 2012                                | Lucie Decosse                              | Kerstin Thiele                            | Edith Bosch                               |
| Rio de Janeiro 2016                        | Haruka Tachimoto                           | Yuri Alvear                               | Sally Conway                              |
| Rio de Janeiro 2016                        | Haruka Tachimoto                           | Yuri Alvear                               | Laura Vargas Koch                         |
| Tokyo 2020                                 | Chizuru Arai                               | Michaela Polleres                         | Madina Tajmazova                          |
| Tokyo 2020                                 | Chizuru Arai                               | Michaela Polleres                         | Sanne van Dijke                           |
| Parigi 2024                                | Barbara Matić                              | Miriam Butkereit                          | Gabriella Willems                         |
| Parigi 2024                                | Barbara Matić                              | Miriam Butkereit                          | Michaela Polleres                         |
| Atleta meglio premiato: Masae Ueno (2/0/0) | Atleta meglio premiato: Masae Ueno (2/0/0) | Nazione meglio premiata: Giappone (4/0/0) | Nazione meglio premiata: Giappone (4/0/0) |

#### Pesi medio-massimi[15]
| Edizione                                       | Oro                                            | Argento                                   | Bronzo                                    |
| ---------------------------------------------- | ---------------------------------------------- | ----------------------------------------- | ----------------------------------------- |
| Seul 1988                                      | Ingrid Berghmans                               | Kim Mi-jung                               | Yōko Tanabe                               |
| Seul 1988                                      | Ingrid Berghmans                               | Kim Mi-jung                               | Barbara Claßen                            |
| Barcellona 1992                                | Kim Mi-jung                                    | Yōko Tanabe                               | Irene de Kok                              |
| Barcellona 1992                                | Kim Mi-jung                                    | Yōko Tanabe                               | Laetitia Meignan                          |
| Atlanta 1996                                   | Ulla Werbrouck                                 | Yōko Tanabe                               | Diadenis Luna                             |
| Atlanta 1996                                   | Ulla Werbrouck                                 | Yōko Tanabe                               | Ylenia Scapin                             |
| Sydney 2000                                    | Tang Lin                                       | Céline Lebrun                             | Emanuela Pierantozzi                      |
| Sydney 2000                                    | Tang Lin                                       | Céline Lebrun                             | Simona Richter                            |
| Atene 2004                                     | Noriko Anno                                    | Liu Xia                                   | Lucia Morico                              |
| Atene 2004                                     | Noriko Anno                                    | Liu Xia                                   | Yurisel Laborde                           |
| Pechino 2008                                   | Yang Xiuli                                     | Yalennis Castillo                         | Jeong Gyeong-mi                           |
| Pechino 2008                                   | Yang Xiuli                                     | Yalennis Castillo                         | Stéphanie Possamaï                        |
| Londra 2012                                    | Kayla Harrison                                 | Gemma Gibbons                             | Audrey Tcheuméo                           |
| Londra 2012                                    | Kayla Harrison                                 | Gemma Gibbons                             | Mayra Aguiar                              |
| Rio de Janeiro 2016                            | Kayla Harrison                                 | Audrey Tcheuméo                           | Mayra Aguiar                              |
| Rio de Janeiro 2016                            | Kayla Harrison                                 | Audrey Tcheuméo                           | Anamari Velenšek                          |
| Tokyo 2020                                     | Shōri Hamada                                   | Madeleine Malonga                         | Anna-Maria Wagner                         |
| Tokyo 2020                                     | Shōri Hamada                                   | Madeleine Malonga                         | Mayra Aguiar                              |
| Parigi 2024                                    | Alice Bellandi                                 | Inbar Lanir                               | Ma Zhenzhao                               |
| Parigi 2024                                    | Alice Bellandi                                 | Inbar Lanir                               | Patrícia Sampaio                          |
| Atleta meglio premiato: Kayla Harrison (2/0/0) | Atleta meglio premiato: Kayla Harrison (2/0/0) | Nazione meglio premiata: Giappone (2/2/0) | Nazione meglio premiata: Giappone (2/2/0) |

#### Pesi massimi[16]
| Edizione                                     | Oro                                          | Argento                               | Bronzo                                |
| -------------------------------------------- | -------------------------------------------- | ------------------------------------- | ------------------------------------- |
| Seul 1988                                    | Angelique Seriese                            | Gao Fenglian                          | Regina Sigmund                        |
| Seul 1988                                    | Angelique Seriese                            | Gao Fenglian                          | Margaret Castro                       |
| Barcellona 1992                              | Zhuang Xiaoyan                               | Estela Rodríguez                      | Natalina Lupino                       |
| Barcellona 1992                              | Zhuang Xiaoyan                               | Estela Rodríguez                      | Yōko Hakaue                           |
| Atlanta 1996                                 | Sun Fuming                                   | Estela Rodríguez                      | Christine Cicot                       |
| Atlanta 1996                                 | Sun Fuming                                   | Estela Rodríguez                      | Johanna Hagn                          |
| Sydney 2000                                  | Yuan Hua                                     | Dayma Beltran                         | Kim Seon-young                        |
| Sydney 2000                                  | Yuan Hua                                     | Dayma Beltran                         | Mayumi Yasashita                      |
| Atene 2004                                   | Maki Tsukada                                 | Dayma Beltran                         | Tea Donguzašvili                      |
| Atene 2004                                   | Maki Tsukada                                 | Dayma Beltran                         | Sun Fuming                            |
| Pechino 2008                                 | Tong Wen                                     | Maki Tsukada                          | Idalys Ortiz                          |
| Pechino 2008                                 | Tong Wen                                     | Maki Tsukada                          | Lucija Polavder                       |
| Londra 2012                                  | Idalys Ortiz                                 | Mika Sugimoto                         | Karina Bryant                         |
| Londra 2012                                  | Idalys Ortiz                                 | Mika Sugimoto                         | Tong Wen                              |
| Rio de Janeiro 2016                          | Émilie Andéol                                | Idalys Ortiz                          | Yu Song                               |
| Rio de Janeiro 2016                          | Émilie Andéol                                | Idalys Ortiz                          | Kanae Yamabe                          |
| Tokyo 2020                                   | Akira Sone                                   | Idalys Ortiz                          | Romane Dicko                          |
| Tokyo 2020                                   | Akira Sone                                   | Idalys Ortiz                          | Iryna Kindzers'ka                     |
| Parigi 2024                                  | Beatriz Souza                                | Raz Hershko                           | Kim Ha-yun                            |
| Parigi 2024                                  | Beatriz Souza                                | Raz Hershko                           | Romane Dicko                          |
| Atleta meglio premiato: Idalys Ortiz (1/2/1) | Atleta meglio premiato: Idalys Ortiz (1/2/1) | Nazione meglio premiata: Cina (4/0/3) | Nazione meglio premiata: Cina (4/0/3) |

### Misto

#### Squadre
| Edizione                         | Oro     | Argento  | Bronzo        |
| -------------------------------- | ------- | -------- | ------------- |
| Tokyo 2020                       | Francia | Giappone | Germania      |
| Tokyo 2020                       | Francia | Giappone | Israele       |
| Parigi 2024                      | Francia | Giappone | Brasile       |
| Parigi 2024                      | Francia | Giappone | Corea del Sud |
| Nazione meglio premiata: (2/0/0) |         |          |               |